# Nathan Butler-Oyedeji
Nathan Jerome Chatoyer Butler-Oyedeji (Waltham Forest, 4 de enero de 2003) es un futbolista británico que juega de delantero para el F. C. Lausanne-Sport de la Superliga de Suiza.

## Biografía
Tras empezar a formarse como futbolista en las categorías inferiores del Arsenal FC, y estar cedido en el Accrington Stanley FC y en el Cheltenham Town FC, finalmente fue convocado por el primer equipo en la temporada 2024-25, haciendo su debut el 22 de enero de 2025 en la Liga de Campeones de la UEFA 2024-25 contra el Dinamo Zagreb, sustituyendo a Gabriel Martinelli y ganando el partido por 3-0 tras los goles de Declan Rice, Kai Havertz y Martin Ødegaard.

## Clubes
| Club                           | País       | Año       | Partidos | Goles |
| ------------------------------ | ---------- | --------- | -------- | ----- |
| Accrington Stanley FC (cedido) | Inglaterra | 2022-2023 | 11       | 0     |
| Cheltenham Town FC (cedido)    | Inglaterra | 2023-2024 | 14       | 0     |
| Arsenal FC                     | Inglaterra | 2024-2025 | 2        | 0     |
| FC Lausanne Sport              | Suiza      | 2025-     |          |       |